# Novîi Berestoveț, Kostopil
Novîi Berestoveț (în ucraineană Новий Берестовець) este un sat în comuna Mașcea din raionul Kostopil, regiunea Rivne, Ucraina.

## Demografie
Componența lingvistică a localității Novîi Berestoveț
     Ucraineană (100%)
Conform recensământului din 2001, toată populația localității Novîi Berestoveț era vorbitoare de ucraineană (100%).